# Niamtougou
Niamtougou è una città situata nella Regione di Kara nel Togo. Niamtougou è a 28 km a nord di Kara capoluogo della regione omonima. Il mercato della città secondo per importanza e grandezza nella regione preceduto da quello di Kara. Ogni Domenica c'è il "Market Day" un giorno in cui il mercato è particolarmente frequentato. In città sono spesso presenti edifici costruiti da enti di beneficenza tipo ospedali e scuole.
La città è servita da un scalo aeroportuale, l'Aeroporto di Niamtougou, che la collega bisettimanalmente con l'Aeroporto Internazionale di Lomé-Gnassingbé Eyadéma, lo scalo della capitale Lomé.